# Carex canina
Espèce
Classification phylogénétique
Carex canina est une espèce des plantes du genre Carex et de la famille des Cyperaceae.